# The Very Beast of Dio
A The Very Beast of Dio az amerikai Dio heavy metal zenekar negyedik válogatásalbuma. Első megjelenése után több mint 400 000 példányban kelt el. Az arany minősítést 2009. március 11-én kapta meg.

## Az album dalai
|     | Cím                         | Szerző(k)                                | Hossz |
| --- | --------------------------- | ---------------------------------------- | ----- |
| 1.  | Stand Up and Shout          | Jimmy Bain, Ronnie James Dio             | 3:19  |
| 2.  | Holy Diver                  | Dio                                      | 5:54  |
| 3.  | Rainbow in the Dark         | Vinny Appice, Bain, Vivian Campbell, Dio | 4:16  |
| 4.  | Straight Through the Heart  | Bain, Dio                                | 4:36  |
| 5.  | We Rock                     | Dio                                      | 4:35  |
| 6.  | The Last in Line            | Bain, Campbell, Dio                      | 5:47  |
| 7.  | Mystery                     | Bain, Dio                                | 3:58  |
| 8.  | King of Rock and Roll       | Appice, Bain, Campbell, Dio              | 3:52  |
| 9.  | Sacred Heart                | Appice, Bain, Campbell, Dio              | 6:28  |
| 10. | Hungry for Heaven           | Bain, Dio                                | 4:11  |
| 11. | Rock ’n’ Roll Children      | Dio                                      | 4:33  |
| 12. | Man on the Silver Mountain  | Ritchie Blackmore, Dio                   | 2:29  |
| 13. | Dream Evil                  | Dio, Craig Goldy                         | 4:29  |
| 14. | I Could Have Been a Dreamer | Dio, Goldy                               | 4:44  |
| 15. | Lock Up the Wolves          | Bain, Dio, Rowan Robertson               | 8:34  |
| 16. | Strange Highways            | Appice, Dio, Tracy Grijalva, Jeff Pilson | 6:53  |

## Közreműködők
- Ronnie James Dio – ének (1–16), billentyűk (1–4)
- Vivian Campbell – gitár (1–11)
- Craig Goldy – gitár (13, 14)
- Rowan Robertson – gitár (15)
- Tracy Grijalva – gitár (16)
- Jimmy Bain – basszusgitár (1–11, 13, 14)
- Teddy Cook – basszusgitár (15)
- Jeff Pilson – basszusgitár, billentyűk (16)
- Claude Schnell – billentyűk (5–11, 13, 14)
- Jens Johansson – billentyűk (15)
- Vinny Appice – dob (1–11, 13, 14, 16)
- Simon Wright – dob (15)
- Jason Zwingelberg – triangulum